# Jana Madjarova
Jana Madjarova, född 26 mars 1957, är biträdande professor i analys och sannolikhetsteori vid Chalmers tekniska högskola.
Mellan 2011 och 2019 var Madjarova programansvarig för programmet Teknisk fysik vid Chalmers tekniska högskola. Madjarova är ordförande i tävlingskommittén för Skolornas matematiktävling vid Svenska matematikersamfundet. Madjarova är medförfattare till "Mathematical buffet". Madjarova har länge varit examinator för kursen ”Inledande matematisk analys” för studenterna som läser teknisk fysik och teknisk matematik vid Chalmers tekniska högskola. Kursen är känd för att vara en av de svåraste kurserna som läses vid högskolan och är den första analyskursen som ovan nämnda studenter läser i analys under sin högskoleutbildning. Den har därefter blivit i folkmun känd som ”Janan”.